# Hanunóo
Hanunoo, narod s filipinskog otoka Mindoro, jugozapadno od Luzona, poznat i pod imenima Bulalakao, Hampangan, i Mangyan. Hanunoo su do 1950.-tih bili gotovo potpuno izolirani od civilizacvije. Ono što nije tipično mnogim drugim filipinskim jezicima je to da imaju svoje pismo koje pišu na bambusu, a ne na papiru, pa mnogi Hanunoo znaju čitati i pisati. 
Hanunoo-naselja su malena, sastoje se od pet ili šest kuća, s po rijetko kada više od 50 duša, smještena u dolinama, podignute na stubovima iznad zemlje. Bave se obradom zemlje metodom posijeci-i-spali, a glavne kulture su kukuruz, riža, šećerna trska i grah, te ponekad i banane i papaje. Nakon nekoliko godina upotrebe polja se napuštaju, a da bi se na njih opet vratili nakon što odleže barem dvije godine. Uz poljodjelstvo uzgaju i nešto domaćih životinja.
Tijekom glavnih festivala Hanunoo-mladež izmjenjuje ljubavne pjesme. Pjesmu mladić upućuje nekoj mladoj neudatoj ženi, na što će ona odgovoriti svojiom vlastitom pjesmom. Ženidba se ugovara odmah nakon uzajamnog pristanka dviju obitelji, a muž odlazi živjeti sa ženinom obitelji dok ne isplati svoj dug za nju.
Hanunoo su animisti, a najvažniji duhovi su duhovi-zaštitnici, poznati kao kalag, kojima prinose žrtve u hrani i staklenim perlama.
Za borbu s bolestima zadužen je šaman i svećenik, kojeg nazivaju balyanan, i koji ima kontrolu nad duhovima koje žive u stijenama. Ove duhove on šalju u borbu protiv zlih duhova koji su izazvali bolest. 
Populacija: (1990) 10,500; (1995) 11,700; (2000) 12,900  

## Vanjske poveznice
- Hanunoo of Philippines